# پنجشنبه
پنجشنبه ششمین روز هفته در گاه‌شماری خورشیدی و با نام Thursday چهارمین روز هفته در گاه‌شماری میلادی است.
ایزد هرمز یا اورمُزد نگهبان این روز در فرهنگ ایران است. نام این روز در میان سغدیان و مانوی‌ها از به هم پیوستن دو واژه Wrmzd و jmnw ساخته شده است. بخش نخست نام سغدی سیاره هرمز و بخش دوم همان واژه روز در زبان فارسی است.